# Šim'on bar Jochaj
Šim'on bar Jochaj, (aramejsky שמעון בר יוחאי‎), nazývaný také Šim'on ben Jochaj, (hebrejsky שמעון בן יוחאי‎), zkráceně Rašbi (hebrejsky רשב״י‎), byl proslulý rabín z období čtvrté generace tanaitů (učenců, kteří utvářeli Mišnu) na území dnešního Izraele v římském období, po zničení druhého chrámu v roce 70. Byl jedním z nejvýznamnějších žáků rabiho Akivy a je mu připisováno autorství knihy Zohar (Záře), stěžejního díla židovské mystiky, jakož i dalších homiletických textů, označovaných jako Sifre a Mechilta. V Mišně je často označován jednoduše jako rabi Šim'on.
Také jeho syn, rabi El'azar ben Šim'on byl významným učencem.

## Život
Rašbi studoval u rabiho Akivy, nejprve 13 let v Bnej Brak společně s rabi Chananjou ben Chakinajem, a později rovněž ve vězení, kde byl rabi Akiva držen až do své popravy.

## Neshody s Římem
Talmud uvádí, že rabi Šim'on bar Jochaj kritizoval římskou nadvládu a byl přinucen skrývat se se svým synem po dobu třinácti let. Ukrývali se v jeskyni poblíž Peki'in. Tradice uvádí, že poblíž vchodu do jeskyně vyrostl rohovník a vytryskl pramen. Takto zabezpečeni před hladem a žízní odložili oblečení, aby se neobnosilo, a oblékali je jen v době modlitby, po zbytek času se zahrabali do písku a celé dny studovali Tóru.

## Dílo a legendy
Podle rabínské literatury Rašbi proslul díky zázrakům, které činil. Z tohoto důvodu byl také vyslán do Říma, kde podle legendy uzdravil císařovu dceru z posedlosti démonem; démon přitom ženu ochotně posedl právě proto, aby umožnil rabi Šim'onovi ukázat zázrak.
Rabi Šim'on přispěl velkou měrou k ustanovení halachy a jeho rozhodnutí jsou často citována. O jeho významu svědčí i to, že tam, kde Talmud připisuje nějaký výrok „rabi Šim'onovi“ bez bližšího určení, o kterého rabi Šim'ona se jedná, je tím míněn Šim'on bar Jochaj.

## Jarcajt

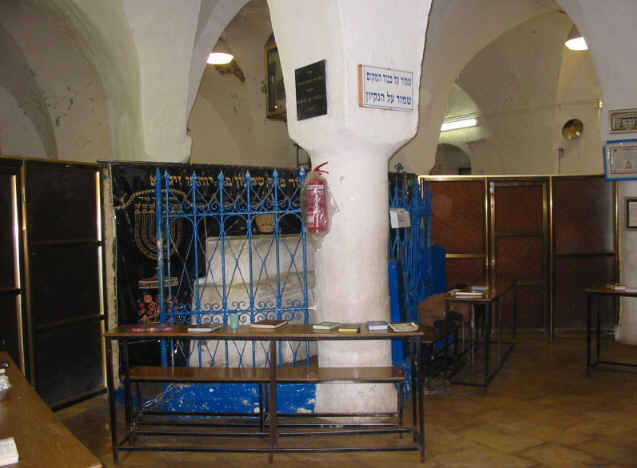
Kámen označující jeskyni ve které je pohřben rabi El'azar ben Šim'on (za modrým ohrazením).

Lag ba-omer je tradičně slaven jako Jarcajt (výročí smrti) rabiho Šim'ona.
Na rozdíl od jiných jarcajtů, jarcajt Rašbiho je všeobecně slaven jako jom hilula, den oslavy. To vychází z původního textu knihy Ša'ar ha-kavanot od Ramchala, která tento den označuje jako jom simchato („den jeho radosti“), a nikoli jako jom še-met („den, ve který zemřel“). Existuje proto velmi rozšířený zvyk slavit jeho jarcajt, v Meronu, na místě, kde byl pohřben Rašbi i jeho syn, rabi El'azar ben Šim'on. Desetitisíce lidí přichází slavit tento jom hilula u táborových ohňů a za doprovodu písní. O tento způsob slavení požádal sám Rašbi své studenty.
Od dob rabi Jicchaka Lurii je také zvykem při oslavách v Meronu přivést tříleté chlapce na jejich první stříhání vlasů.
Ačkoli je všeobecně přijímáno, že rabi Šim'on a jeho syn jsou pochováni někde na hoře Meron, sama budova, označovaná jako jejich hrob, je klenutá stavba typická pro architekturu křižáckého období, jak je zřetelně vidět z fotografie interiéru budovy.

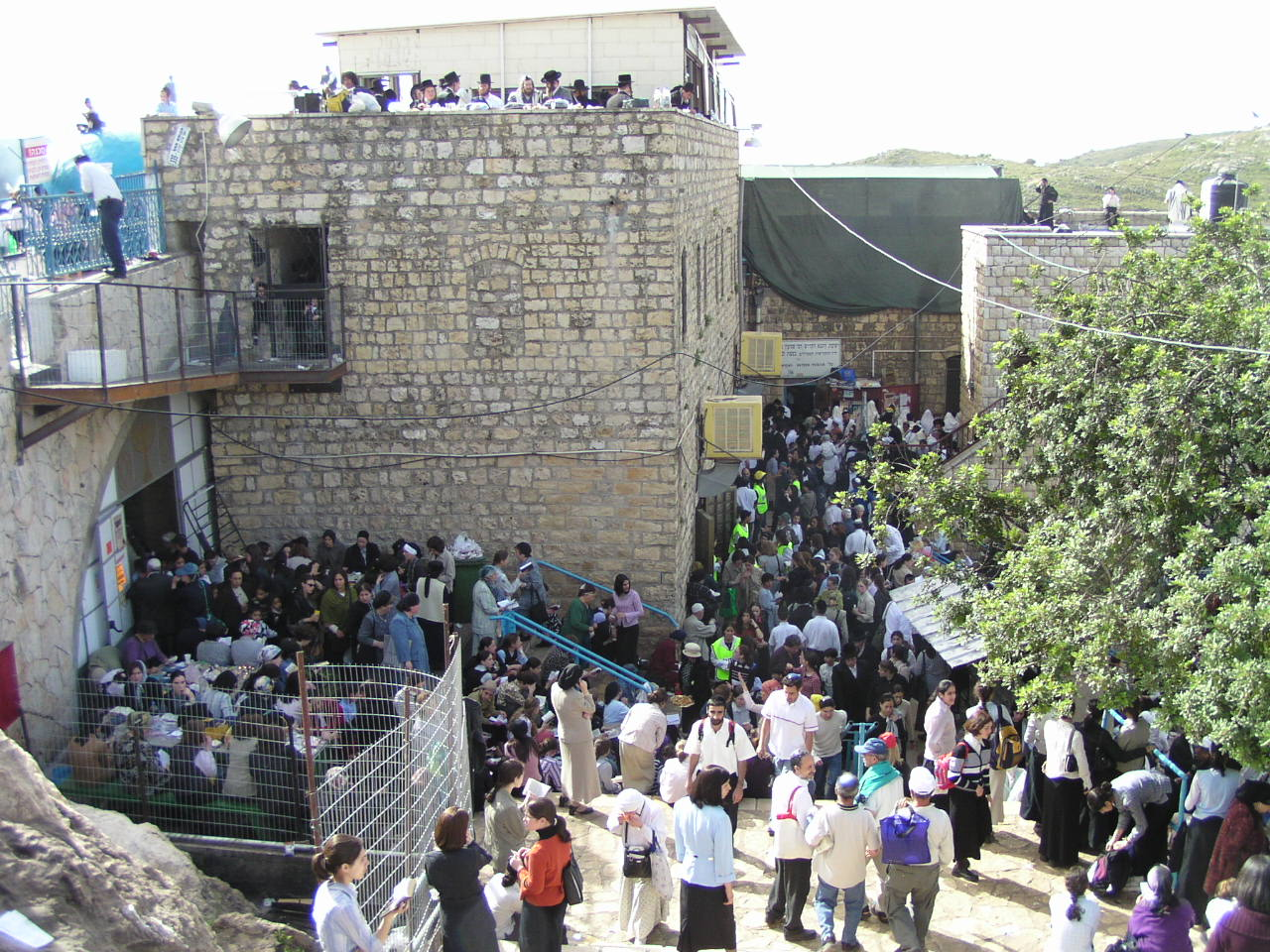
Údajná hrobka rabi Šim'ona bar Jochaje v Meronu na Lag ba-omer.